# Žunci
 Žunci  falu Horvátországban Zágráb megyében. Közigazgatásilag Vrbovechez tartozik.

## Fekvése
Zágrábtól 36 km-re északkeletre, községközpontjától 8 km-re északra, a megye északkeleti határa közelében fekszik.

## Története
A települést 1802-ben a kőrösi káptalan és a Petricsevich család birtokaként említik először.
1857-ben 155, 1910-ben 299 lakosa volt. Trianonig Belovár-Kőrös vármegye Kőrösi járásához tartozott. 2001-ben 164 lakosa volt.

## Lakosság
| Lakosság változása | Lakosság változása | Lakosság változása | Lakosság változása | Lakosság változása | Lakosság változása | Lakosság változása | Lakosság változása | Lakosság változása | Lakosság változása | Lakosság változása | Lakosság változása | Lakosság változása | Lakosság változása | Lakosság változása |  |
| ------------------ | ------------------ | ------------------ | ------------------ | ------------------ | ------------------ | ------------------ | ------------------ | ------------------ | ------------------ | ------------------ | ------------------ | ------------------ | ------------------ | ------------------ |  |
| 1857               | 1869               | 1880               | 1890               | 1900               | 1910               | 1921               | 1931               | 1948               | 1953               | 1961               | 1971               | 1981               | 1991               | 2001               |  |
| 155                | 160                | 161                | 186                | 227                | 299                | 283                | 301                | 309                | 292                | 284                | 218                | 187                | 161                | 164                |  |

## Külső hivatkozások
Vrbovec város hivatalos oldala